# Physalis microcarpa
Physalis microcarpa là loài thực vật có hoa trong họ Cà. Loài này được Urb. & Ekman miêu tả khoa học đầu tiên năm 1927.